# Les Forains (film)
Pour les articles homonymes, voir Les Forains.
Pour le film de George Fitzmaurice sorti en 1928, voir Forains (film).
Pour plus de détails, voir Fiche technique et Distribution.
Les Forains (I girovaghi) est un film italien réalisé par Hugo Fregonese, sorti en 1956.

## Synopsis
La vie d'une famille de marionnettistes est transformée par l'arrivée du cinéma muet.

## Fiche technique
- Titre original : I girovaghi
- Titre français : Les Forains
- Titre anglais : The Wanderers
- Réalisation : Hugo Fregonese
- Scénario : Giuseppe Berto, Salvatore Danò, Daniele D'Anza, Luciano Vincenzoni, Piero Vivarelli
- Direction artistique : Luigi Scaccianoce (it)
- Costumes : Dina Di Bari
- Photographie : Alvaro Mancori
- Montage : Mario Serandrei
- Musique : Angelo Francesco Lavagnino
- Production : Domenico Forges Davanzati (it), Gilberto Rossini, Franco Villani
- Société de production : Iniziative Cinematografiche Internazionali, Villani-Rossini
- Société de distribution : Iniziative Cinematografiche Internazionali
- Pays d'origine :  Italie
- Langue originale : italien, anglais
- Format : couleur (Ferraniacolor) — 35 mm — 2,35:1 (Supercinescope) — son mono / Dolby numérique / Film muet
- Genre : drame
- Durée : 95 minutes
- Dates de sortie : Italie : 18 juillet 1956

## Distribution
- Peter Ustinov : Don Alfonso Pugliesi
- Carla Del Poggio : Donna Lia
- Abbe Lane : Dolores
- Gaetano Autiero : le petit Calogero
- Giuseppe Porelli : Professeur Kroll
- Rocco D'Assunta (it) : Un soupirant de Dolores
- Angelo Dessy (it) : Un mafioso